# World Inequality Lab

"La respuesta a la desigualdad no puede ser la ceguera". Cartel alusivo a la desigualdad de 2015

El Laboratorio de Desigualdad Mundial, conocido como World Inequality Lab, (en francés 'Laboratoire sur les Inégalités Mondiales') es un centro de investigación internacional económica y social dependiente de la 'Escuela de Economía de París (École d’économie de Paris)', que reúne el trabajo de más de 100 investigadores de casi 70 países. Dos de sus proyectos más relevantes son la Base de datos sobre Desigualdad Mundial (World Inequality Database) y el Informe sobre Desigualdad Mundial (World Inequality Report).

## World Inequality Lab

### Objetivos del World Inequality Lab
Su objetivo es la investigación sobre desigualdad económica y el mantenimiento y actualización de la Base de datos sobre la desigualdad mundial (World Inequality Database) así como elaborar informes y análisis sobre las dinámicas de desigualdad social en el mundo y difundirlos y abrirlos al debate público, elaborando específicamente el Informe sobre la Desigualdad en el Mundo (World Inequality Report).

### Comité Ejecutivo
El comité ejecutivo del World Inequality Lab está formado por los investigadores Thomas Piketty, Facundo Alvaredo, Lucas Chancel, Emmanuel Saez et Gabriel Zucman.

### Funcionamiento
El laboratorio trabaja en estrecha coordinación con una amplia red internacional de investigadores, con más de cien investigadores que cubren casi setenta países que contribuyen a la base de datos (World Inequality Database), en un esfuerzo de colaboración para ampliar la base de datos existente, que proporciona datos sobre la distribución de la renta y la riqueza.

## Proyectos del World Inequality Lab

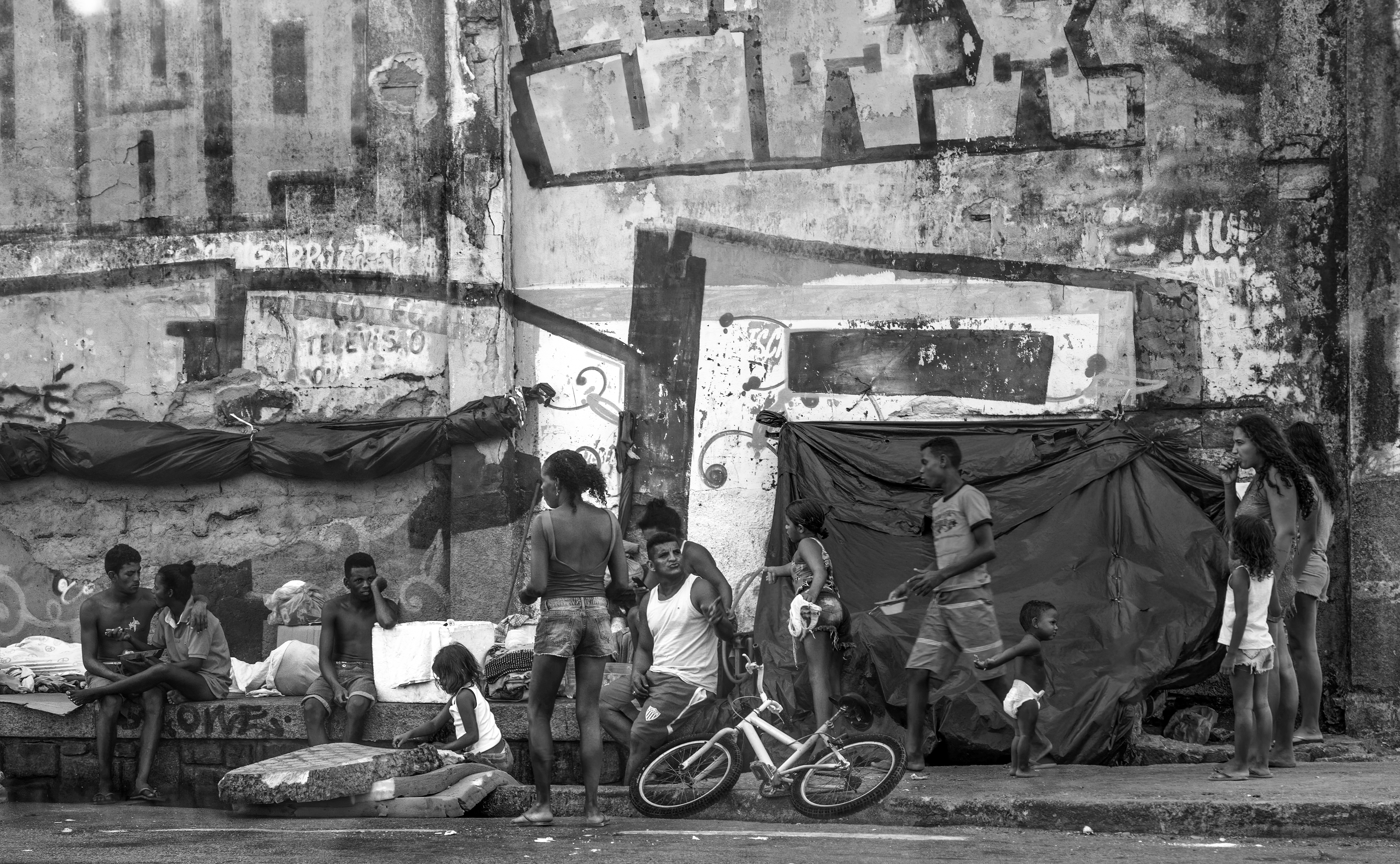
Imagen de Recife, capital del Estado de Pernambuco, considerada una de las ciudades con mayor desigualdad social y desigualdad económica de Brasil.

### World Inequality Database
Unos de los objetivos del World Inequality Lab es mantener, completar y actualizar los datos e información para la investigación de la Base de datos sobre la desigualdad mundial (World Inequality Database)

### World Inequality Report
Los resultados de la investigación se presentan en el Informe anual sobre Desigualdades Mundiales (World Inequality Report que realiza el World Inequality Lab.
Informes
- Informe sobre desigualdades mundiales del año 2022[8][9]
- Informe sobre desigualdad global de 2018

### Otros proyectos
Otros proyectos del World Inequality Lab son:
- Simulador de impuestos sobre el patrimonio mundial
- Datos sobre la desigualdad del carbono
- Comparador de ingresos y bienestar
- Claves políticas y desigualdades sociales
- Índice de Transparencia de la Desigualdad
- Beneficios perdidos
- Justicia Fiscal Ahora (Estados Unidos)

### World Inequality Lab
- World Inequality lab, en inglés
- Wordl Inequality Lab, en francés
- Sustainable Development Goals: Who is at risk of being left behind?, Dr. Lucas Chancel, pdf

### World Inequality Report
- Informe sobre desigualdad global 2022
- Informe sobre desigualdades mundiales del año 2022
- Informe sobre desigualdad global de 2018, en español

### World Inequality Database
En español
- Página oficial del 'World Inequaliy Database' -wid.world, español

En inglés, francés, chino e hindi
- Página oficial del 'World Inequaliy Database' - wid.world, inglés
- Página oficial del 'World Inequaliy Database' - wid.world, francés
- Página oficial del 'World Inequaliy Database' - wid.world, chino
- Página oficial del 'World Inequaliy Database' - wid.world, hindi